# Якимівська районна рада
Якимівська районна рада — районна рада Якимівського району Запорізької області, з адміністративним центром у смт. Якимівка.

## Загальні відомості
Якимівській районній раді підпорядковані 2 селищні ради, 12 сільських рад, 2 смт, 4 селища, 38 сіл. Водойми на території районної ради: річка Малий Утлюк.  
Населення становить 33,6 тис. осіб. З них 15,2 тис. (45%) — міське населення, 18,4 тис. (55%) — сільське.

## Склад ради
На чергових місцевих виборах 2015 р. вибрано 34 депутати. Партійний склад ради: Опозиційний блок — 11, Аграрна партія України — 5, БПП «Солідарність» — 5, Всеукраїнське об’єднання «Батьківщина» — 5, Сильна Україна — 4, Наш край — 4.

### Керівний склад ради
- Голова — Подольний Генадій Володимирович
- Заступник голови —